# Teatr i jego sobowtór
Teatr i jego sobowtór (fr. Le Théâtre et son double) – zbiór esejów Antonina Artauda wydany 1 lutego 1938 roku. Opisuje poglądy autora na ówczesny teatr i próbę naprawy poprzez teatr okrucieństwa.

## Okoliczności powstania utworu
W 1924 roku Artaud dołączył do grupy surrealistów pod przywództwem André Bretona, autora manifestu surrealizmu. Na skutek konfliktu pomiędzy członkami, Artaud razem z Philippe Soupaultem i Rogerem Vitrakiem opuścili grupę. Artaud, Vitrac i Robert Aron założyli we trójkę działający w latach 1926–1929 Teatr imienia Alfreda Jarry.
W roku 1931 artysta zobaczył przedstawienie grupy tanecznej prezentującą teatr balijski, co na tle kultury zachodu wywarło na nim silne wrażenie.
W 1932 roku na łamach magazynu „La Nouvelle Revue française” napisał esej, przedstawiając swój teatr okrucieństwa. Za swojego życia Artaud wyprodukował tylko jedną sztukę, która wcielała teorie teatru okrucieństwa w życie; w 1935 roku wystawił i wyreżyserował Rodzinę Cencich, adaptację dramatycznego dzieła o tym samym tytule autorstwa angielskiego poety Percy’ego Shelley, w paryskim Théâtre des Folies-Wagram. Sztuka nie odniosła sukcesu komercyjnego ani krytycznego i została wystawiona 17 razy. Artaud uważał jednak, że chociaż był zmuszony ograniczyć zakres swojej wizji z powodu problemów finansowych, sztuce udało się zilustrować zasady teatru okrucieństwa.
Artaud planował wydanie zbioru od 1935 roku podczas prac nad Rodziną Cencich. W 1936 udał się do Meksyku, gdzie obserwował lokalną kulturę. Prace ukończył przed wyjazdem, a tytuł wysłał ze statku. Rok później nie mając pieniędzy podróżował po Irlandii, gdzie w Dublinie trafił do więzienia. Został deportowany do Francji, po czym umieszczono go w instytucie dla chorych umysłowo. Pomiędzy podróżami do Meksyku i Irlandii udało mu się nanieść korekty tekstu swojego zbioru.

## Wydanie
Teatr i jego sobowtór został pierwotnie opublikowany 1 lutego 1938 roku jako część serii wydawniczej Métamorpheses Gallimarda w edycji limitowanej, w ilości 400 egzemplarzy. Książka składa się z esejów i listów Artauda na temat teatru, pochodzących z początku lat trzydziestych, z których wiele zostało opublikowanych w „La Nouvelle Revue française”. Artaud znajdował się w szpitalu psychiatrycznym Sainte-Anne w Paryżu, kiedy książka została opublikowana.
W pierwszym wydaniu omyłkowo opuszczono ostatni fragment rozdziału Dwie recenzje. Przywrócono go w kolejnym wydaniu. Poemat Teatr Serafina streszczający całą książkę w formie lirycznej został ukończony 5 kwietnia 1936 roku i miał początkowo znaleźć się w zbiorze. Pojawił się w 1948 roku dzięki wydawnictwu Bettencourt.
Pierwsze angielskie wydanie książki pod tytułem The Theatre and Its Double zostało przetłumaczone przez amerykańską poetkę M.C. Richards i opublikowane przez Grove Press w 1958 roku. Do tłumaczenia zachęcił ją znajomy pianista, David Tudor. Zdaniem Julii Connor tłumaczenie angielskie pozwoliło amerykańskim czytelnikom poznać Artauda. Dodatkowo uważa, że pomimo upływu lat, to wydanie z 1958 roku jest kanoniczne .
Książkę po raz pierwszy w Polsce wydała spółka Wydawnictwa Artystyczne i Filmowe w 1966 roku; utwór przełożył historyk literatury Jan Błoński. Polskie wydanie bazuje na zbiorze dzieł Artauda (tomy II i IV) wydawanym w latach 1956–1974 przez Gallimard.

### Zawartość
| Tytuł                                  | Data powstania | Szczegóły wydania |
| -------------------------------------- | -------------- | --- |
| O teatrze z Bali                       | 1931           | Wydany w periodyku literackim „La Nouvelle Revue française” (NRF), październik 1931                                      |
| Inscenizacja i metafizyka              | 1932           | Zaprezentowany jako wykład w Sorbonie 10 grudnia 1931. Wydane w „NRF”, luty 1932                                         |
| Teatr alchemiczny                      | 1932           | Wydany w Buenos Aires, magazyn „Sur”, wrzesień 1932                                                                      |
| Teatr Okrucieństwa (Pierwszy Manifest) | 1932           | Wydany w „NRF”, październik 1932                                                                                         |
| Teatr Okrucieństwa (Drugi Manifest)    | 1933           | Wydany jako broszura przez Éditions Denoël, Fontenay-aux-Roses, 1933                                                     |
| Precz z arcydziełami                   | 1933?          | Tekst napisany prawdopodobnie w 1933, wcześniej niepublikowany                                                           |
| Teatr i dżuma                          | 1933, 1934     | Zaprezentowany jako wykład w Sorbonie 6 kwietnia 1933, wydany po redakcji w „NRF”, październik 1934                      |
| Dwie recenzje                          | 1932, 1935     | Wydane w „NRF”, są to recenzje filmu Sucharki w kształcie zwierząt Heermana z 1930 i sztuki Wokół matki Barraulta z 1935 |
| Listy o okrucieństwie                  | 1932           | Adresatami byli: krytyk literacki i redaktor „NRF” Jean Paulhan oraz krytyk i poeta André Rolland de Renéville           |
| Listy o języku                         | 1931-1932      | Listy skierowane do dwóch literatów: Jeana Paulhana i Benjamina Crémieux                                                 |
| Teatr Wschodu i teatr Zachodu          |                | Tekst napisany specjalnie do tego zbioru                                                                                 |
| Teatr i okrucieństwo                   | 1933           | |
| Atletyka uczuciowa                     |                | Najpóźniej napisany fragment                                                                                             |

## Treść
Artaud w swoich esejach opisuje swoje poglądy na teatr. Negatywnie ocenia ówczesny mu teatr, pisząc „teatr idioty, wariata, zboczeńca, gramatyka, episjera, antypoety pozytywisty, to znaczy człowieka Zachodu”. Jego zdaniem teatr to zamknięta przestrzeń, miejsce wspólne dla aktorów i publiczności, które należy zapełnić. W Teatrze alchemicznym powiela hasła widoczne w manifestach nadrealistów, w którym stwierdza, że teatr powinien „rozwiązywać [...] wszystkie konflikty, wywołane przeciwieństwem ducha i materii, idei i formy, abstrakcji i konkretu, i stapiać wszelkie pozory w jeden jedyny wyraz podobny do uduchowionego złota”. Jednocześnie wychodzi z tezą, że jeśli sztuka utożsami się z codzienną pracą człowieka, to każdy stanie się artystą, a sztuka straci na znaczeniu i jak pisze Jan Błoński „rozpłynie się w nieustającej rewolucji zjednoczonego z ciałem ducha, pogodzonych ze społecznością jednostek”.
Autor porównuje teatr do dżumy, określając go jako plagę, która niszczy porządek społeczny i pokazuje prawdę przerażonych, a także nadaje teatrowi rangę rzeczy ostatecznej, „jest kryzysem, który rozwiązuje się śmiercią lub wyzdrowieniem”. W swoich tekstach zauważa także elementy mistycyzmu widoczne w sztukach teatralnych. Jego zdaniem aktorzy jak kapłani wprawiają publiczność w trans, podczas którego walczą z bogami i pozbawiają ich energii. Stwierdził także, że teatr powinien wywierać wpływ na swoich odbiorców, zmuszać do wysiłku, dawać zadanie, którego widz nie jest w stanie wykonać. W jednym z esejów opisał teatr z Bali, który ocenił jako doskonały – w jego ocenie przedstawienie wypełnia całą dostępną przestrzeń.
W rozdziale Precz z arcydziełami krytykuje podstawową rolę teatru i Williama Shakespeare’a, pisząc „Sam Shakespeare jest odpowiedzialny za tę obłędną pomyłkę i upadek, za bezinteresowne pojęcie teatru, pojęcie, które żąda, by przedstawie pozostawiło publiczność nienaruszoną, niedotkniętą”. Artaud zestawia rolę teatru z początkiem świata i ludami pierwotnymi. Praca aktorów, zrównana z obrzędami szamana, oczyszcza i uwalnia od złego. Twórca sztuki kreując swoje dzielo buduje idee z materii tak jak świat powstał z chaosu. Jako swój wzór określa misteria orfickie, kładzące nacisk na fizyczność, które pokazują jak tworzyła się materia i pierwsze idee. Tytułowy sobowtór to teatr, którego celem jest przedstawienie kopii świata rzeczywistego w jego nieludzkiej, pierwotnej formie .

## Odbiór
Zdaniem krytyka literackiego Jana Błońskiego, teatr Artauda nigdy nie powstał, a jego zbiór esejów „był i jest ciągle biblią młodych „wtajemniczonych”, czytany na poddaszach i w piwnicach, gdzie rodzi się w marzeniach lub niepewnych próbach widowisko przyszłości”. Teoretyk teatralny Jerzy Grotowski wyznał, że reżyserzy „oświadczają, że z teatralnej poetyki Artauda nie sposób właściwie wyciągnąć praktycznych wniosków”.
W swojej pracy naukowej Paweł Pacholec, pisząc o poglądach Artauda, zauważył, że „opowiadał się za wyzwalaniem teatru od sztywnych konwencji, aby móc eksplorować autentyczne i brutalne doświadczenia człowieka. Przez to odsłanianie codzienności, Artaud twierdził, że teatr może prowokować publiczność do refleksji nad swoim własnym życiem” . Łukasz Stec, opisując dzieło, stwierdził: „Jego koncepcja wymierzona jest przeciw współczesnym, określa inny obraz teatru, dla którego sobowtórem jest Życie w swej immanentnej postaci, drzemiące pod powierzchnią mieszczańskiej scenografii, dionizyjskie, niepohamowane i kosmiczne”.
Do teatrów, które realizowały założenia teatru okrucieństwa, Julia Connor zalicza nowojorskie The Living Theatre i The Open Theatre . Odnosząc się do tej koncepcji Stec napisał: „Intencją Artauda było przeniesienie środka ciężkości na okrucieństwo rozumiane jako wezbrana fala zalewająca scenę i porywająca ze sobą widownię w duchu wielkiej przemiany i powrotu do tego, co nieobecne, zapomniane, ukryte”.